# José Roberto Duque
José Roberto Duque (Carora, 1965) es un escritor, cronista y «periodista de facto» venezolano. Conocido principalmente por el libro de cuentos Salsa y control, la novela No escuches su canción de trueno y su labor periodística. También ha sido coordinador y fundador de distintos medios informativos (Piedemonte, Tiempo de Sembrar, Patriadentro, Pueblo en Revolución).

## Biografía
Nace en Carora, estado Lara, el 30 de octubre de 1965. Su infancia transcurre entre San Cristóbal y Carora. Al llegar a la educación secundaria, realiza sus primeras incursiones en el periodismo, creando publicaciones escolares. Es enviado a Caracas a terminar su formación en 1981. Se residencia en el 23 de Enero y forma parte del Liceo Fermín Toro, donde publica el periódico «Sangre Joven»; finaliza sus estudios de secundaria en el Liceo 5 de Julio (1985). Ingresa a la Universidad Central de Venezuela como estudiante de Historia en 1988, cumple con la carga académica pero no elabora la Tesis de Grado y continúa desarrollando su faceta escrituraria y periodística.
Desde 2013 hasta 2017 vivió en Altamira de Cáceres, dónde se dedicó a la construcción de su hogar y prácticas autosustentables, escribió alrededor de esta problemática.

## Obras
- La Ley de la calle. Testimonios de protagonistas de la violencia en Caracas (Crónicas, entrevistas y testimonios tomados en las cárceles venezolanas). Fundarte, Caracas, 1995.

- Salsa y Control. Monte Ávila Editores, Caracas, 1996.

- Guerra nuestra: crónicas del desamparo. (Compilación de las crónicas periodísticas publicadas en los diarios El Nacional y El Mundo). Editorial Memorias de Altagracia, 2000.

- No escuches su Canción de trueno. Ediciones Comala.com. Caracas, 2001 (2.ª Edición, El Perro y la Rana, Caracas, 2013).
- Vivir en frontera. Conac, Biblioteca Básica Temática. Caracas, 2004.
- De un lado y del otro. Caracas: ciudad en conflicto (2006).
- Del 11 al 13: testimonios y grandes historias mínimas de abril de 2002. Fundarte. Caracas, 2007.
- Historias sobrevivientes. Ediciones Correo del Orinoco, Caracas, 2012.
- Tiempos del incendio. El Perro y la Rana, Caracas, 2013.
- Barinas 12+1, Premio Nacional de Periodismo Simón Bolívar, mención Periodismo impreso. Mintur, Caracas, 2014.
- Comunes y extraordinarios (tres décadas de semblanzas y testimonios). El Perro y la Rana, 2018.
- Nuevas semblanzas y viejos conocidos (Compilación de semblanzas y perfiles publicadas en la revista Épale Ccs). Edición digital. Ediciones Ciudad Ccs, Caracas, 2019.
- Venezuela Crónica: Cómo fue que la Historia nos trajo hasta aquí. (Resumen y análisis de la Historia de Venezuela 1917-2019). Editorial Tinta Limón, Buenos Aires, 2020.
- Carbono 14: Otra mirada a la misma Historia (Compilación de crónicas históricas publicadas en la revista Épale Ccs). Edición digital. Ediciones Ciudad Ccs, Caracas, 2020.
- El Kilombo: Breve historia, método y prácticas de organización popular (Microhistoria y sistematización). Edición digital. Alcaldía de Caracas, Caracas, 2020.[6][7]

### Como compilador
- Asesinatos que estremecieron al país. Editorial Los Libros de El Nacional, Caracas, 2001.

### Temáticas y problemáticas

#### Salsa y Control: La violencia, el extranjero y la música.
Relata de forma fragmentaria distintas historias alrededor de las zonas marginalizadas de Caracas, que trascurren antes, durante y después del Caracazo. La narración se ambienta en el barrio Camboya y sectores del 23 de Enero. Los relatos no se presentan de forma organizada, son una serie de fragmentos y momentos en los que la narración de la violencia y el elemento musical se hacen centrales. A pesar de esto, hay personajes como el «malandro» Hánsel, Fabricio y Elisa que aparecen en distintos relatos.
Letras del género salsa son utilizadas como epígrafe e incluso mezcladas en la narración. Por otro lado, es una canción de los hermanos Lebrón la que da título a la obra.
En la primera parte se narran historias que construyen el espacio periférico y sus particularidades. La segunda parte se relaciona más directamente a los eventos ocurridos el 27 y 28 de febrero de 1989 como tema.
Salsa y control es, como ha sido expresado por su propio autor, la obra más netamente literaria que ha publicado: «yo escribo Salsa y control con la intención de hacer literatura; no andaba tan pendiente de descubrir ninguna clave de la sociedad sino de escribir».
Se mezcla lo musical con lo narrativo, y definir el género del texto resulta problemático, ya que críticos en distintas publicaciones lo han categorizado como libro de cuentos y crónicas, poema musical o escritura cinematográfica fragmentada. Es una obra que se maneja al mismo tiempo en los espacios de la narración, lo lírico, crónico e incluso audiovisual, a través de un lenguaje fragmentario y lúdico, que tiene como base o referente estilístico la escritura de Gustavo Díaz Solís.
Otro tema y problemática es el de la violencia, que según Olga Carrasco se establece como objeto discursivo central de la obra. La violencia es aquello que caracteriza los modos de relación entre la literatura moderna y sus referentes. Se señala que la linealidad de las vidas en la ciudad es rota por estas pequeñas historias del margen. La dificultad de categorizar el texto, el uso de fragmentos musicales, etc., se establece pues como un modo de violencia hacia lo literario.
En el inicio y final de la obra se llama al lector "extranjero". Nombrar al lector con el sustantivo “extranjero” muestra una diferencia marcada entre los personajes del barrio y aquellos que no lo son. Se construye en la ficción una división territorial, dentro de la cual el narrador explica. Un recurso similar es utilizado por el novelista colombiano Fernando Vallejo en La Virgen de los sicarios.

#### No escuches su canción de trueno: los recursos ideológicos y la poética "marginal".
Narra la historia de los hermanos Leiva, Santiago y Gerardo. Santiago es un personaje que remite a boxeadores de la escena pugilística venezolana durante los años 80. Entre estos figuran Fulgencio Obemejías, Bernardo Piñango y principalmente Alfredo Paiva. Es una ficción basada en hechos reales que relata la subida al estrellato del boxeador, mientras que su hermano hace todo lo posible por acabar con su carrera. El clímax de la novela se construye a partir de un viaje a Panamá, donde se sucitan una serie de exabruptos.
El tema central de la novela es el boxeo. La historia se construye a partir de entrevistas realizadas por el autor a boxeadores de relevancia en su juventud. El hermano del protagonista, Gerardo Leiva, funciona como narrador y antagonista.
La obra problematiza dos elementos, la marginación y sus dinámicas, y el espacio entre periodismo y crónica. Si bien se toman elementos de la vida, y eventos ocurridos y comprobables, estos son convertidos en ficción a través de la creación de los hermanos Leiva como personajes. Santiago comparte elementos con Alfredo Paiva, boxeador que tuvo cierta notoriedad en el país hasta que perdió la razón. En el texto se da uso de una figura ficcionalizada para el escritor que otorga verosimilitud al relato. Duque articula en el texto una historia con relevancia estética, al jugar con fallos ortográficos y la estructuración de un manuscrito original en novela, que lo coloca cerca de la metaficción. Sin dejar de incorporar elementos de la realidad histórica, haciendo la obra verificable y contrastable hasta cierto punto.

#### Tiempos del incendio: la revisión paródica.
Se publicó inicialmente bajo el título Jaurena, por entregas en la revista Épale. El título actual surge con su reedición.
Esta novela se construye a través de un diálogo entre una joven militante y antiguos estudiantes de la UCV durante 1980 y 1990. Narra la inestabilidad social que se concretó hacia finales del siglo XX y una tensión irónica de la nueva generación hacia la anterior. El relato mezcla lo ficcional con títulos periodísticos, fechas y eventos verificables, dando revista a manifestaciones estudiantiles y la configuración de los personajes como jóvenes en la clandestinidad.
La obra se desarrolla partir de un diálogo entre dos generaciones de militantes. "Mariana", entrevista y comprueba a través de registros periodísticos los grandes relatos de resistencia de la generación anterior. Al ser entrevistado al respecto, Duque señaló:
«Sí, esa es una charla generacional: una generación cuestionando a otra; interpelando el presunto heroísmo de unos coños que están muy orgullosos de lo que hicieron cuando joven. El personaje de Mariana representa la actitud de toda generación emergente con respecto a la generación que la precedió; representa la cualidad de cachetear lo anticuado, de faltarle el respeto a lo que vino antes».
Desde el texto se establece una parodia, se pone en duda el carácter heroico de la lucha y sus logros:
«—Bueno, quiero decirles algo antes de que probemos la primera cerveza. Miren, viejos del coño –dice Mariana, con fresca firmeza, una carcajada contenida en la expresión maliciosa y en la llama de los ojos–, yo puedo ser hija o nieta de cualquiera de ustedes. De hecho, creo que mi papá es más joven que este señor y que este otro, así que no vengo a calarme baboserías ni a dejarme impresionar con leyendas y cuentos pendejos de cuarentones o cincuentones con el síndrome de Peter Pan».

## El autor desde la crítica

### Duque en el espacio de la crónica (Josefina Barajas)
Se explora la crónica como testimonio presente y fiable bajo ciertos recursos particulares de los que da uso el autor. Entre estos se toma las notas a pie de página y los finales que no concluyen del todo a través de la puntuación. Barajas arguye que las crónicas de Duque, al menos en parte, establecen una conciencia de incompletitud. Las notas por un lado, dan al lector la noción de que dicho testimonio ha sido mediado, escrito, descrito y estructurado como producto textual. Mientras que la puntuación y uso de los verbos dan cuenta de la crónica como fragmento temporal de una historia incompleta.

### La crónica violenta (Susana Rotker)
Las crónicas de los años 90 de Duque son articuladas como «testimonio fidedigno» de la violencia, abusos sociales y políticos del poder, y la historia reciente de Caracas. Las prácticas del autor no se detienen en las formas de la crónica canónica, añadiendo al testimonio social elementos estéticos propios de la literatura.

### El poema musical (Dra. Maguette Dieng)
El espacio de la violencia en Salsa y control es expuesto a través de las dinámicas sociales en la ciudad. Al mismo tiempo, se asientan los elementos formales de la salsa como género musical relacionado desde su inicio a ciertos "sectores oprimidos", por lo que resulta lógica su proliferación en zonas donde la violencia se presenta de forma múltiple y constante. La salsa no se presenta como algo anecdótico, sino un modo de representación de los modos de vida en las barriadas. La salsa mueve a los personajes en su estado anímico y psicológico, llevándolos hacia la acción y moviendo la trama.
El poema musical se refiere a la presentación diferenciada en el texto de las letras musicales, que añaden a lo fragmentario del texto y colocan al lector como reorganizador de dichas piezas narrativas y musicales.

## Periodismo
Ingresa a El Universal en 1990. Allí cubre la sección de Hipismo y escribe reseñas de conciertos y eventos de espectáculo para la revista Estampas. En 1993 pasa a cubrir Hipismo para el Diario 2001. En 1995 Fundarte lo convoca a realizar una investigación alrededor de cárceles y barrios, que en coautoría con Borís Muñoz, se convertiría en La ley de la calle. Para 1996 trabaja en la revista Imagen y realiza crónicas dominicales en El Nacional. Estas se convertirían en una sección cuyas últimas iteraciones fueron publicadas en El Mundo. En el año 2000 se hace parte del equipo inicial de Tal Cual, donde es nombrado coordinador de la sección ciudad. Aunque abandona el puesto luego de tres meses por diferencias con el medio.
La salida de Tal Cual lleva al autor a buscar medios de difusión y temas alternativos. Funda Temas-Venezuela (2003), Patriadentro (2004), y funge como jefe de redacción de Venpres, (Agencia Venezolana de Noticias). En 2011 es contratado como periodista por el Instituto Nacional de Desarrollo Rural. Desde la segunda década del siglo XXI ha formado parte de los equipos editoriales de la revista Épale Ccs, Misión Verdad y otros.

### Labor en medios de difusión masiva
En 2009 dirige brevemente el sector informativo de Ávila TV.

## Logros y reconocimientos
- I Concurso de Narrativa de la Sociedad de Autores y Compositores de Venezuela (SACVEN), 1996, por Colores Santos (cuento).
- Premio Nacional de Periodismo Simón Bolívar, mención Periodismo impreso, 2015.
- Premio Nacional de Periodismo Simón Bolívar, mención opinión, 2018, por el artículo Masacres y Enfrentamientos (o la lección de ética que no aprendimos).